# ميخائيل باكونين
ميخائيل ألكسندروفيتش باكونين (الروسية: Михаи́л Алекса́ндрович Баку́нин) ‏ (1814 - 1876) كان ثوريا لاسلطويا من روسيا ومؤسس للاسلطوية الجمعوية. ارتاد مدرسة في موسكو لدراسة الفلسفة وبدأ يرتاد حلقات راديكالية فتأثر كثيرا بألكسندر هيرزن. غادر باكونين روسيا في 1842 متجها إلى دريسدن وفيما بعد باريس حيث التقى جورج ساند وبيير جوزيف برودون وكارل ماركس.
نقل من فرنسا بسبب انتقاداته اللاذعة ضد هيمنة روسيا على بولندا. في 1849 قبض عليه في ديرسدن بسبب مشاركته في التمرد التشيكي في 1848. أرسل إلى روسيا فسجن في قلعة بيتر وباول في سانت بطرسبرغ. بقي هناك حتى 1857 حين تم نفيه إلى معسكر عمل في سيبيريا.
هرب عبر اليابان والولايات المتحدة الأمريكية ليتوقف في لندن لوقت قصير حيث عمل مع هيرزن في الصحيفة الراديكالية كولوكول (الجرس). في 1863 تركها لينضم إلى التمرد في بولندا لكنه فشل وبقي في سويسرا وإيطاليا لبعض الوقت. رغم سوابقه الإجرامية لاقى باكونين نجاحا وشهرة ضمن الشباب الراديكالي الروسي والأوروبي أيضا. في 1870 تورط في التمرد في ليون وتنبأ بكومونة باريس.
في 1868 انضم باكونين الجمعية العمالية الدولية وهي فيدرالية راديكالية لاتحاد نقابة العمال بفروع في أغلب أرجاء أوروبا. سيطر على مؤتمر 1872 نزاع بين فريق ماركس الذي أيد الدخول في الانتخابات البرلمانية وفريق باكونين المعاض لذلك. خسر فريق باكونين التصويت وعند انتهاء المؤتمر طرد باكونين وعدة أعضاء من فريقه بعد اتهامهم بتأسيس منظمة سرية داخل المنظمة الرئيسية. أصر اللاسلطويون على أن المؤتمر مزور وقاموا بإنشاء مؤتمر خاص بهم في سانت ايمير بسويسرا في 1872. بقي باكونين نشيطا جدا في المؤتمر اللاسلطوي والحركة الأوروبية الاشتراكية. من 1870 حتى 1876 كتب عدة مؤلفات مشهورة كالسلطوية واللاسطوية والله والدولة. رغم صحته المتدهورة حاول المشاركة بالتمرد ببلونيا لكنه أجبر على العودة إلى سويسرا متنكرا واستقر في لوغانو. بقي نشيطا في التيار الراديكالي الأوروبي حتى عانى من مشاكل صحية تسببت له في النقل إلى المستشفى في بيرن حيث مات في 1876.
يذكر باكونين شخصيةً رئيسية في تاريخ اللاسلطوية ومعارضا للماركسية وخصوصا فكرة ماركس بديكتاتورية البروليتاريا.

## السيرة الحياتية

### السنوات الأولى
وُلد ميخائيل ألكسندروفيتش باكونين لعائلة روسية نبيلة في قرية برياموخينو الواقعة بين تورجوك وكوفشينوفو. كان والده ألكسندر ميخائيلوفيتش باكونين (1768-1854) دبلوماسيًا محترفًا، عمل في إيطاليا وفرنسا، وعند عودته استقر في الأملاك الأبوية وأصبح وزير النبلاء. بحسب أسطورة العائلة، تأسست سلالة باكونين سنة 1492 على يد أحد الأخوة الثلاثة لعائلة باتوري النبيلة الذين غادروا المجر للخدمة تحت قيادة فاسيلي إيفانوفيتش في روسيا. غير أن أول سلف موثق كان لدياك (كاتب) في موسكو، عاش في القرن السابع عشر، اسمه نيكيفور إفدوكيموف الملقب بباكونيا (من باكونيا الروسية التي تعني «دردشة، مروِّج للكلمات»). كانت والدة ألكسندر، النيازة لوبوف بتروفنا ميشيتسكايا، تنتمي إلى الفرع الفقير لإمارة أوكا العليا من أسرة روريك التي أسسها ميخائيل يوريفيتش تاروسكي، حفيد مايكل تشرنيغوف.
في عام 1858، تزوج باكونين من فارفارا ألكسندروفنا مورافيوفا (1792-1864)، التي كان تكبره بأربعة وعشرين عامًا. كانت فارفارا من عائلة مورافيوف النبيلة القديمة التي أسسها في القرن الخامس عشر البويار إيفان فاسيليفيتش ألابوفسكي، من مدينة ريازان، الملقب بـ مورافي (أي النملة)، والذي مُنح أرضًا في فيليكي نوفغورود. كان ابن عمومتها الثاني نيكيتا مورافيوف وسيرجي مورافيوف أبوستول، وهما شخصيتان بارزتان في ثورة الديسمبريين. أدت معتقدات باكونين الليبرالية إلى انخراطه في أحد نوادي الديسمبريين. بعد أن أصبح نيكولاي الأول إمبراطورًا، تخلى باكونين عن السياسة وكرس نفسه لتركته وأولاده، وهم خمس بنات وخمسة بنين، وأكبرهم ميخائيل.
غادر باكونين، في الرابعة عشرة من عمره، إلى سانت بطرسبرغ وأصبح يونكر في مدرسة المدفعية، التي تسمى اليوم أكاديمية ميخائيلوفسكايا العسكرية. في عام 1833، حصل على رتبة برابورشتشيك وأُعير للخدمة في فرقة مدفعية في غوبرنيه مينسك وغرودنو. لم يستمتع بوقته في الجيش، وقضى وقت فراغه في تعليم نفسه. في عام 1835، أُعير إلى تفير ثم عاد من هناك إلى قريته. مع أن أباه أراد منه أن يستمر في الخدمة العسكرية أو المدنية، سافر باكونين إلى موسكو لدراسة الفلسفة.

### الاهتمام بالفلسفة
في موسكو، سرعان ما أصبح باكونين صديقًا لمجموعة من طلاب الجامعة السابقين. درسوا الفلسفة المثالية المستوحاة من الشاعر نيكولاي ستانكفيتش، وهو «الرائد الجريء الذي فتح باب الفكر الروسي أمام أرض الميتافزيقيا الألمانية الخصبة والشاسعة» (إدوارد هاليت كار). درسوا إيمانويل كانت، ثم فريدريك فيلهيلم يوزف شيلن، ويوهان غوتليب فيشته، وجورج فيلهلم فريدريش هيغل. بحلول خريف عام 1835، فكر باكونين في تشكيل دائرة فلسفية في مسقط رأسه برياموخينو. بحلول أوائل سنة 1836، كان قد عاد إلى موسكو، حيث نشر ترجمات بعض محاضرات فيشته بشأن دعوة الباحث والطريق إلى حياة مباركة، والذي صار كتابه المفضل. بصحبة ستانكيفيتش، قرأ باكونين أيضًا للفيلسوف يوهان غوته وفريدريك شيلر وإرنست هوفمان.
تأثر باكونين، على نحو متزايد، بهيغل وقام بأول ترجمة روسية لعمله. التقى خلال هذه الفترة بالسلافي كونستانتين أكساكوف وبيوتر تشاداييف والاشتراكيين ألكسندر هيرزن ونيكولاي بلاتونوفيش أوجاريوف. طوّر وجهات نظره بشأن القومية السلافية. بعد مشاجرات طويلة مع والده، ذهب باكونين إلى برلين سنة 1840. كانت خطته المعلنة أن يصبح أستاذًا جامعيًا («كاهنًا يطلب الحقيقة» كما تصور هو وأصدقاؤه)، ولكنه سرعان ما التقى بطلاب من الهيجليين الشباب والحركة الاشتراكية وانضم لهم. في مقال له في عام 1842 بعنوان «رد الفعل في ألمانيا»، دافع عن الدور الثوري للرفض، الذي تلخصه عبارة «الشغف بالتدمير هو شغف إبداعي».
بعد ثلاثة فصول دراسية في برلين، ذهب باكونين إلى دريسدن حيث أصبح صديقًا لأرنولد روج. في دريسدن، قرأ أيضًا كتاب لورينز فون شتاين الاشتراكية والشيوعية في فرنسا اليوم، ونما شغفه بالاشتراكية. تخلى عن اهتمامه بمهنة أكاديمية، وكرس المزيد والمزيد من الوقت للترويج للثورة. بعد أن علمت الحكومة الروسية هذا النشاط، أمرته بالعودة إلى روسيا. عند رفضه، صودرت ممتلكاته. بدلًا من الذهاب لروسيا، ذهب مع جورج هيرويغ إلى زيورخ، سويسرا.

## الحياة الشخصية
في عام 1874، تقاعد باكونين مع زوجته الشابة أنطونيا كوياتكوفسكا وثلاثة أطفال في مينوسيو (بالقرب من لوكارنو في سويسرا)، في فيلا تُسمى لا باروناتا اشتراها له زعيم الأناركيين الإيطاليين كارلو كافيرو ببيع ممتلكاته الخاصة في بلدته الأصلية بارليتا (بوليا). أصبحت ابنته ماريا باكونين (1873-1960) عالمة كيمياء وأحياء. كانت ابنته صوفيا والدة عالِم الرياضيات الإيطالي ريناتو كاشيوبولي.
تُوفي باكونين في برن في 1 يوليو 1876. يمكن العثور على قبره في مقبرة بريمغارتن في برن، مربع 9201، قبر 68. كُتب على ضريحه في لوحة تذكارية: «تذكروا من ضحى بكل شيء من أجل حرية بلاده». في عام 2015، استُعيض عن اللوحة التذكارية بصورة برونزية لباكونين للفنان السويسري دانييل غارباد، وورد فيها اقتباس باكونين: «بالسعي الجاد نحو تحقيق المستحيل، حقق الإنسان دائمًا ما هو ممكن». كان ذلك برعاية دادائيي كاباريه فولتير، في زيورخ، الذين تبنوا باكونين بعد الوفاة.

## الفكر
ترفض معتقدات باكونين السياسية الدولانية والتسلسل الهرمي تحت أي مسمى أو شكل، ابتداءً من فكرة الله وإلى ما وراء ذلك، وكل شكل من أشكال السلطة الهرمية، سواء كانت نابعة عن إرادة حاكم أو حتى من دولة تسمح بالاقتراع العام. قال في كتابه الإله والدولة: «وتنحصر حرية الإنسان في الامتثال للقوانين الطبيعية، أي أنه يطيع قوانين الطبيعة لأنه هو الذي اعترف بها على هذا النحو، وليس لأنها فُرِضت عليه من قبل مشيئة خارجية، بشرية كانت أم إلهية، جماعية كانت أم فردية».
بالمثل، رفض باكونين فكرة أي مركز أو طبقة مميزة، لأن عدم المساواة الاجتماعية والاقتصادية التي تنطوي عليها النظم الطبقية لا تتفق مع الحرية الفردية. في حين أصرت الليبرالية على أن الأسواق الحرة والحكومات الدستورية مكنت الفرد من الحرية، أصر باكونين على أن كلا من الرأسمالية والدولة في أي شكل من الأشكال لا يتفقان مع الحرية الفردية للطبقة العاملة والفلاحين، قائلًا: «إن من مميزات وخصوصية كل مركز يحظى بالامتياز، قتل عقل الإنسان وقلبه. إن المرء الذي يحظى بالامتياز، سواء كان امتيازه سياسيًا أو اقتصاديًا، رجل فاسد العقل والقلب». استندت المعتقدات السياسية لباكونين إلى عدة مفاهيم مترابطة هي: (1) الحرية (2) الاشتراكية (3) الفيدرالية (4) معاداة الايمان بالله (5) المادية. طور أيضًا نقدًا للماركسية، إذ توقع أنه إذا نجح الماركسيون في الاستيلاء على السلطة، فإنهم سيخلقون دكتاتورية حزبية «أكثر خطورة، لأنها تبدو تعبيرًا مزيفًا عن إرادة الشعب»، مضيفًا أنه «عندما يُضرب الناس بعصا، فإنهم لا يشعرون بسعادة أكبر إذا ما كانت العصا تسمى «عصا الشعب»».

## روابط خارجية
ميخائيل باكونين على موقع الموسوعة البريطانية (الإنجليزية)
- ميخائيل باكونين على موقع ميوزك برينز (الإنجليزية)
- ميخائيل باكونين على موقع إن إن دي بي (الإنجليزية)
- ميخائيل باكونين على موقع ديسكوغز (الإنجليزية)